# Campeonato Argentino de Voleibol Masculino de 2021-22 - Liga A1
A Liga de Voleibol Argentina de 2021–22, foi a 26.ª edição desta competição organizada pela Associação de Clubes da Liga Argentina de Voleibol (ACLAV), por questões comerciais chamada de "LVA RUS". Participaram do torneio nove equipes provenientes de seis regiões argentinas, ou seja, de Buenos Aires, Neuquén, San Juan, Formosa, Tucumã e Entre Ríos.
A equipe do UPCN Vóley Club conquistou seu nono título nacional ao fechar a série das finais contra o Ciudad Vóley em 3–1. O ponteiro argentino Manuel Armoa – maior pontuador da competição com 759 pontos – foi eleito o melhor jogador da competição.

## Equipes participantes
| Equipe                 | Cidade          | Última participação | Temporada 2020/2021 |
| ---------------------- | --------------- | ------------------- | ------------------- |
| UPCN Vóley Club        | San Juan        | 2020–21             | Campeão             |
| Ciudad Vóley           | Buenos Aires    | 2020–21             | 2.º                 |
| Obras de San Juan      | San Juan        | 2020–21             | 3.º                 |
| UVT San Juan           | San Juan        | 2020–21             | 4.º                 |
| Paracao Vóley          | Paraná          | 2020–21             | 5.º                 |
| Defensores de Banfield | Lomas de Zamora | 2020–21             | 6.º                 |
| Once Unidos            | Mar del Plata   | 2020–21             | 7.º                 |
| Policial Vóley         | Formosa         | A2 2021             | Campeão da Série A2 |
| River Plate            | Buenos Aires    | 2020–21             | Não disputou        |
| Monteros Vóley Club    | Monteros        | 2020–21             | Não disputou        |
| Gigantes del Sur       | Neuquén         | 2020–21             | Não disputou        |

## Fase classificatória

### Classificação
- Vitória por 3 sets a 0 ou 3 a 1: 3 pontos para o vencedor;
- Vitória por 3 sets a 2: 2 pontos para o vencedor e 1 ponto para o perdedor.
- Não comparecimento, a equipe perde 2 pontos.
- Em caso de igualdade por pontos, os seguintes critérios servem como desempate: número de vitórias, média de sets e média de pontos.

|  | Classificado para as quartas de final |

|     |                        |     | Jogos | Jogos | Jogos | Resultados | Resultados | Resultados | Resultados | Resultados | Resultados | Sets | Sets | Sets  | Pontos | Pontos | Pontos |
| Pos | Equipe                 | Pts | T     | V     | D     | 3–0        | 3–1        | 3–2        | 2–3        | 1–3        | 0–3        | V    | P    | R     | V      | P      | R      |
| --- | ---------------------- | --- | ----- | ----- | ----- | ---------- | ---------- | ---------- | ---------- | ---------- | ---------- | ---- | ---- | ----- | ------ | ------ | ------ |
| 1   | Ciudad Vóley           | 49  | 20    | 17    | 3     | 8          | 6          | 3          | 1          | 2          | 0          | 55   | 21   | 2.619 | 1794   | 1589   | 1.129  |
| 2   | Policial Vóley         | 45  | 20    | 16    | 4     | 11         | 1          | 4          | 1          | 3          | 0          | 53   | 21   | 2.524 | 1724   | 1490   | 1.157  |
| 3   | UPCN Vóley Club        | 43  | 20    | 15    | 5     | 9          | 3          | 3          | 1          | 3          | 1          | 50   | 24   | 2.083 | 1757   | 1478   | 1.189  |
| 4   | Once Unidos            | 40  | 20    | 12    | 8     | 7          | 4          | 1          | 5          | 1          | 2          | 47   | 30   | 1.567 | 1752   | 1553   | 1.128  |
| 5   | Paracao Vóley          | 32  | 20    | 11    | 9     | 4          | 4          | 3          | 2          | 3          | 4          | 40   | 37   | 1.081 | 1735   | 1728   | 1.004  |
| 6   | River Plate            | 31  | 20    | 10    | 10    | 7          | 2          | 1          | 2          | 0          | 8          | 34   | 34   | 1,000 | 1387   | 1487   | 0.933  |
| 7   | Obras de San Juan      | 29  | 20    | 9     | 11    | 3          | 5          | 1          | 3          | 3          | 5          | 36   | 40   | 0.900 | 1719   | 1665   | 1.032  |
| 8   | Monteros Vóley Club    | 20  | 20    | 6     | 14    | 2          | 2          | 2          | 4          | 4          | 6          | 30   | 48   | 0.625 | 1694   | 1776   | 0.954  |
| 9   | Defensores de Banfield | 19  | 20    | 6     | 14    | 1          | 3          | 2          | 3          | 5          | 6          | 29   | 49   | 0.592 | 1724   | 1853   | 0.930  |
| 10  | UVT San Juan           | 16  | 20    | 6     | 14    | 1          | 0          | 5          | 3          | 4          | 7          | 28   | 52   | 0.538 | 1757   | 1848   | 0.951  |
| 11  | Gigantes del Sur       | 6   | 20    | 2     | 18    | 0          | 0          | 2          | 2          | 2          | 14         | 12   | 58   | 0.207 | 1108   | 1684   | 0.658  |

Fonte: LVA RUS – Data Project

## Playoffs
|  | Quartas de final    | Quartas de final    | Quartas de final    | Quartas de final | Quartas de final | Quartas de final |                |                | Semifinais | Semifinais | Semifinais | Semifinais | Semifinais | Semifinais |  |  | Final | Final | Final | Final | Final | Final |
|  |                     |                     |                     |                  |                  |                  |                |                |            |            |            |            |            |            |  |  |       |       |       |       |       |       |
|  |                     |                     |                     |                  |                  |                  |                |                |            |            |            |            |            |            |  |  |       |       |       |       |       |       |
|  |                     |                     |                     |                  |                  |                  |                |                |            |            |            |            |            |            |  |  |       |       |       |       |       |       |
|  | Ciudad Vóley        | Ciudad Vóley        | Ciudad Vóley        | 3                | 3                |                  |                |                |            |            |            |            |            |            |  |  |       |       |       |       |       |       |
|  | Ciudad Vóley        | Ciudad Vóley        | Ciudad Vóley        | 3                | 3                |                  |                |                |            |            |            |            |            |            |  |  |       |       |       |       |       |       |
|  | Monteros Vóley Club | Monteros Vóley Club | Monteros Vóley Club | 2                | 0                |                  |                |                |            |            |            |            |            |            |  |  |       |       |       |       |       |       |
|  | Monteros Vóley Club | Monteros Vóley Club | Monteros Vóley Club | 2                | 0                | Ciudad Vóley     | Ciudad Vóley   | Ciudad Vóley   | 3          | 3          |            |            |            |            |  |  |       |       |       |       |       |       |
|  |                     |                     |                     |                  |                  |                  | Ciudad Vóley   | Ciudad Vóley   | 3          | 3          |            |            |            |            |  |  |       |       |       |       |       |       |
|  |                     | Once Unidos         | Once Unidos         | Once Unidos      | 2                | 0                |                |                |            |            |            |            |            |            |  |  |       |       |       |       |       |       |
|  | Once Unidos         | Once Unidos         | Once Unidos         | Once Unidos      | 2                | 0                | 0              | 3              | 3          |            |            |            |            |            |  |  |       |       |       |       |       |       |
|  | Once Unidos         | Once Unidos         | Once Unidos         |                  |                  |                  |                |                |            |            |            |            |            |            |  |  |       |       |       |       |       |       |
|  | Paracao Vóley       | Paracao Vóley       | Paracao Vóley       | 3                | 1                | 1                |                |                |            |            |            |            |            |            |  |  |       |       |       |       |       |       |
|  | Paracao Vóley       | Paracao Vóley       | Paracao Vóley       | 3                | 1                | 1                | Ciudad Vóley   | 1              | 3          | 1          | 1          |            |            |            |  |  |       |       |       |       |       |       |
|  |                     |                     |                     |                  |                  |                  | Ciudad Vóley   | 1              | 3          | 1          | 1          |            |            |            |  |  |       |       |       |       |       |       |
|  |                     | UPCN Vóley Club     | 3                   | 2                | 3                | 3                |                |                |            |            |            |            |            |            |  |  |       |       |       |       |       |       |
|  | Policial Vóley      | Policial Vóley      | Policial Vóley      | 2                | 3                | 3                | 3              | 3              |            |            |            |            |            |            |  |  |       |       |       |       |       |       |
|  | Policial Vóley      | Policial Vóley      | Policial Vóley      |                  |                  |                  |                |                |            |            |            |            |            |            |  |  |       |       |       |       |       |       |
|  | Obras de San Juan   | Obras de San Juan   | Obras de San Juan   | 0                | 0                |                  |                |                |            |            |            |            |            |            |  |  |       |       |       |       |       |       |
|  | Obras de San Juan   | Obras de San Juan   | Obras de San Juan   | 0                | 0                | Policial Vóley   | Policial Vóley | Policial Vóley | 0          | 1          |            |            |            |            |  |  |       |       |       |       |       |       |
|  |                     |                     |                     |                  |                  |                  | Policial Vóley | Policial Vóley | 0          | 1          |            |            |            |            |  |  |       |       |       |       |       |       |
|  |                     | UPCN Vóley Club     | UPCN Vóley Club     | UPCN Vóley Club  | 3                | 3                |                |                |            |            |            |            |            |            |  |  |       |       |       |       |       |       |
|  | UPCN Vóley Club     | UPCN Vóley Club     | UPCN Vóley Club     | UPCN Vóley Club  | 3                | 3                | 3              | 3              |            |            |            |            |            |            |  |  |       |       |       |       |       |       |
|  | UPCN Vóley Club     | UPCN Vóley Club     | UPCN Vóley Club     |                  |                  |                  |                |                |            |            |            |            |            |            |  |  |       |       |       |       |       |       |
|  | River Plate         | River Plate         | River Plate         | 1                | 0                |                  |                |                |            |            |            |            |            |            |  |  |       |       |       |       |       |       |
|  | River Plate         | River Plate         | River Plate         | 1                | 0                |                  |                |                |            |            |            |            |            |            |  |  |       |       |       |       |       |       |

Fonte: LVA RUS – Data Project

## Classificação final
| Posição           | Equipe                 | Classificação                   |
| ----------------- | ---------------------- | ------------------------------- |
| Medalha de ouro   | UPCN Vóley Club        | Sul-Americano de Clubes de 2023 |
| Medalha de prata  | Ciudad Vóley           | LVA de 2022–23                  |
| Medalha de bronze | Policial Vóley         | LVA de 2022–23                  |
| 4                 | Once Unidos            | LVA de 2022–23                  |
| 5                 | Paracao Vóley          | LVA de 2022–23                  |
| 6                 | River Plate            | LVA de 2022–23                  |
| 7                 | Obras de San Juan      | LVA de 2022–23                  |
| 8                 | Monteros Vóley Club    | LVA de 2022–23                  |
| 9                 | Defensores de Banfield | LVA de 2022–23                  |
| 10                | UVT San Juan           | LVA de 2022–23                  |
| 11                | Gigantes del Sur       | Série A2 de 2023                |

## Premiações
| LVA de 2021–22                       |
| San Juan (província da Argentina)    |
| ------------------------------------ |
| UPCN Vóley Club Campeão (9.º título) |

### Individuais
As atletas que se destacaram individualmente foram:
| MVP da Final        | Manuel Armoa        | UPCN Vóley Club |
| Melhor central      | Ramses Cascu        | Policial Vóley  |
| 2.° Melhor central  | Joaquín Layus       | Once Unidos     |
| Melhor ponteiro     | Manuel Armoa        | UPCN Vóley Club |
| 2.° Melhor ponteiro | Vicente Parraguirre | Ciudad Vóley    |
| Melhor oposto       | Federico Pereyra    | UPCN Vóley Club |
| Melhor levantador   | Sebastian Brajkovic | UPCN Vóley Club |
| Melhor líbero       | Nicolás Perren      | UPCN Vóley Club |